# Ben Sexton
Ben Sexton, född 6 juni 1991, är en kanadensisk professionell ishockeyforward som är kontrakterad till NHL-laget Pittsburgh Penguins och spelar för deras farmarlag Wilkes-Barre/Scranton Penguins i AHL. 
Han har tidigare spelat på NHL-nivå för Ottawa Senators och på lägre nivåer för Belleville Senators, Albany Devils och Providence Bruins i AHL och Clarkson Golden Knights (Clarkson University) i NCAA.

## Klubblagskarriär

### NHL/AHL

#### Boston Bruins
Sexton draftades i sjunde rundan i 2009 års draft av Boston Bruins som 206:e spelare totalt.

#### Albany Devils
Bruins tecknade aldrig ett entry level-kontrakt med Sexton. Istället skrev han på för Albany Devils i AHL (New Jersey Devils dåvarande farmarlag) den 21 september 2016.

#### Ottawa Senators
Den 1 juli 2017 skrev han på ett tvåårskontrakt värt 725 000 dollar med Ottawa Senators. Han gjorde bara två matcher i NHL och tillbringade resten, 47 matcher, i AHL med Belleville Senators.

#### Pittsburgh Penguins
Den 5 december 2018 ingick han i en trade som skickade honom till Pittsburgh Penguins tillsammans med Macoy Erkamps, i utbyte mot Tobias Lindberg och Stefan Elliott.

## Privatliv
Ben Sexton är son till Randy Sexton, som har arbetat inom NHL sedan 1991 och bland annat var general manager för Ottawa Senators och Florida Panthers.

## Statistik
| 2007–2008   | Nepean Raiders                 | CJHL        | 48  | 15 | 15 | 30 | 71  | 6  | 1 | 5 | 6 | 4 |
| 2008–2009   | Nepean Raiders                 | CJHL        | 38  | 14 | 21 | 35 | 54  | —  | — | — | — | — |
| 2009–2010   | Penticton Vees                 | BCHL        | 50  | 13 | 29 | 42 | 83  | 5  | 1 | 2 | 3 | 4 |
| 2010–2011   | Clarkson Golden Knights        | NCAA        | 12  | 5  | 3  | 8  | 12  | —  | — | — | — | — |
| 2011–2012   | Clarkson Golden Knights        | NCAA        | 27  | 8  | 21 | 29 | 44  | —  | — | — | — | — |
| 2012–2013   | Clarkson Golden Knights        | NCAA        | 28  | 5  | 15 | 20 | 70  | —  | — | — | — | — |
| 2013–2014   | Clarkson Golden Knights        | NCAA        | 35  | 6  | 22 | 28 | 88  | —  | — | — | — | — |
|             | Providence Bruins              | AHL         | 9   | 1  | 1  | 2  | 9   | —  | — | — | — | — |
| 2014–2015   | Providence Bruins              | AHL         | 35  | 3  | 9  | 12 | 57  | 5  | 0 | 0 | 0 | 2 |
| 2015–2016   | Providence Bruins              | AHL         | 29  | 4  | 1  | 5  | 45  | 1  | 0 | 0 | 0 | 2 |
| 2016–2017   | Albany Devils                  | AHL         | 54  | 19 | 12 | 31 | 60  | 4  | 0 | 2 | 2 | 0 |
| 2017–2018   | Ottawa Senators                | NHL         | 2   | 0  | 0  | 0  | 0   | —  | — | — | — | — |
|             | Belleville Senators            | AHL         | 30  | 10 | 11 | 21 | 16  | —  | — | — | — | — |
| 2018–2019   | Belleville Senators            | AHL         | 17  | 0  | 9  | 9  | 16  | —  | — | — | — | — |
|             | Wilkes-Barre/Scranton Penguins | AHL         | —   | —  | —  | —  | —   | —  | — | — | — | — |
| NHL totalt  | NHL totalt                     | NHL totalt  | 2   | 0  | 0  | 0  | 0   | —  | — | — | — | — |
| AHL totalt  | AHL totalt                     | AHL totalt  | 174 | 37 | 43 | 80 | 203 | 10 | 0 | 2 | 2 | 4 |
| NCAA totalt | NCAA totalt                    | NCAA totalt | 102 | 24 | 61 | 85 | 214 | —  | — | — | — | — |
| 17          | 0                              | 9           | 9   | 16 |    |    |     |    |   |   |   |   |